# Filip Westerlund
Olof Filip Westerlund, född 17 april 1999 i Härnösand, är en svensk professionell ishockeyspelare som spelar för KalPa. Hans moderklubb är AIK Härnösand.
Den 15 november 2018 gjorde han sitt första SHL-mål för Frölunda HC i en match mot Djurgårdens IF på Hovet.